# 1967 في نيوزيلندا
فيما يلي قوائم الأحداث التي وقعت خلال عام 1967 في نيوزيلندا.

## سياسة

### انتهاء فترة المنصب
- 1 يناير – بيل براون عضو مجلس النواب النيوزيلندي ‏.
- 21 فبراير – هاري لاك وزير المالية [الإنجليزية]‏.

## رياضة
- 1 يناير – كأس نيوزيلندا 1967 الفائز North Shore United AFC [الإنجليزية]‏.
- 19 فبراير – جائزة أستراليا الكبرى 1967 الفائز جاكي ستيورات.

## مواليد

### يناير
- 1 يناير – أفا سايمور
- 1 يناير – ألان بروف ممثل نيوزيلندي.
- 1 يناير – أنتوني كير لاعب شطرنج نيوزيلندي.
- 1 يناير – برنارد بيكيت كاتب نيوزيلندي.[1]
- 1 يناير – بريت غراهام نحات نيوزيلندي.
- 1 يناير – روزانا رايموند فنانة نيوزيلندية.
- 1 يناير – فرجينيا غرايسون فنانة نيوزيلندية.
- 1 يناير – كارل نيكسون كاتب نيوزيلندي.[2]
- 1 يناير – ليزا ووكر
- 1 يناير – نايجل ريتشاردز
- 1 يناير – نيكي كارو[3]
- 16 يناير – ميخائيل لامونت لاعب كريكت نيوزلندي.
- 26 يناير – بيل كوفنتري مُجدّف نيوزيلندي.[4]

### فبراير
- 3 فبراير – برايان روبرتس لاعب كرة قدم نيوزيلندي.
- 5 فبراير – أندرو ماكورميك لاعب رغبي نيوزيلندي.
- 25 فبراير – ماثيو أورورك لاعب كريكت نيوزلندي.

### مارس
- 2 مارس – كلفن ديفيس سياسي نيوزيلندي.
- 19 مارس – أنجيلا ووكر
- 23 مارس – سيمون بارنت
- 30 مارس – جولي ريتشاردسون لاعبة كرة مضرب نيوزيلندية.

### أبريل
- 15 أبريل – كون باريل لاعب رغبي نيوزيلندي.
- 17 أبريل – يان جونز لاعب رغبي نيوزيلندي.
- 26 أبريل – جون اندروز

### مايو
- 8 مايو – ريكس باتريك سياسي أسترالي.[5]
- 16 مايو – ستيف غوردون لاعب رغبي نيوزيلندي.
- 20 مايو – هارون هاربر سياسي أسترالي.

### أغسطس
- 1 أغسطس – آن شيلتون[6]
- 1 أغسطس – كاميرون رودس ممثل نيوزيلندي.
- 11 أغسطس – تيري هيرمانسون لاعب دوري رغبي نيوزيلندي.
- 19 أغسطس – دالاس سايمور لاعب رغبي نيوزيلندي.
- 24 أغسطس – شاين روبنسون لاعب كريكت نيوزلندي.
- 30 أغسطس – باربرا كيندال

### سبتمبر
- 4 سبتمبر – دارين موراي لاعب كركيت نيوزيلندي.
- 7 سبتمبر – كرايغ كونيل
- 19 سبتمبر – ستيوارت وليامز
- 20 سبتمبر – كلير نيكلسون لاعبة كركيت نيوزيلندية.

### أكتوبر
- 7 أكتوبر – أندرو دومينيك مخرج أفلام أسترالي.
- 18 أكتوبر – روبرت هاغ نحات أسترالي.
- 24 أكتوبر – لورانس ليتل لاعب رغبي فيجي.
- 26 أكتوبر – كيث أوربان مغني كنتري أسترالي، ومؤلف أغاني.[7]
- 30 أكتوبر – بريندا لوسون مُجدّفة نيوزيلندية.[8]

### نوفمبر
- 15 نوفمبر – جون برستون

### ديسمبر
- 31 ديسمبر – أندرو ستراود متسابق دراجات نارية نيوزيلندي.

## وفيات

### يناير
- 1 يناير – بيل أنطون (مواليد 1901) لاعب كرة قدم نيوزيلندي.
- 1 يناير – ميخائيل هربرت وات (مواليد 1887) طبيب نيوزيلندي.[9]
- 2 يناير – ديفيد كولينز (مواليد 1887) لاعب كركيت نيوزيلندي.

### فبراير
- 21 فبراير – هاري لاك (مواليد 1911) سياسي نيوزيلندي.

### مارس
- 17 مارس – بيل سوليفان (مواليد 1891) سياسي نيوزيلندي.

### أبريل
- 19 أبريل – دوغلاس هاي (مواليد 1876) لاعب كركيت نيوزيلندي.
- 20 أبريل – توماس ألبرت ماكفرلين (مواليد 1890) لاعب كريكت نيوزلندي.

### مايو
- 17 مايو – فانس دروموند (مواليد 1927)

### أكتوبر
- 16 أكتوبر – بيل براون (مواليد 1899) سياسي نيوزيلندي.

### نوفمبر
- 1 نوفمبر – مارغريت ألكورن (مواليد 1868) سيدة أعمال نيوزيلندية.
- 3 نوفمبر – الكسندر إيتكن (مواليد 1895) رياضياتي نيوزيلندي.[10]

### ديسمبر
- 13 ديسمبر – جورج ماكدونالد (مواليد 1891)[11]